# 中田雅史
中田 雅史（なかた まさし、本名同じ、1984年12月2日 - ）は、 北海道島牧村出身の歌手、シンガーソングライター。

立命館慶祥高等学校、立命館大学産業社会学部卒業。父は島牧村議会議員。

中学時代にはバドミントンで全道2位に入賞した経験を持つ。ロンドン五輪代表の佐々木翔とは古くから交友がある。

## 経歴
中学3年生のときに尾崎豊のライブ映像を見て刺激を受けギターを始める。
2004年、立命館大学に在学中、路上ライブを開始。活動開始から初となる「翼(tubasa)」をリリースする。
2008年、京都・都雅都雅でのライブにて、  尾崎豊のバックギタリスト  江口正祥と出会う。
2009年1月、江口正祥のプロデュースのもとビクターミュージックアーツより配信デビューする。同年9月、第二弾配信が開始。ヨーロッパと韓国でも配信される。
2010年6月、有線放送の2010年問い合わせてランキング第3位となった「海空」を1stアルバム「海空」としてリリースする。
2010年12月、「FreeBird」がコンサドーレ札幌公式サポートソングオーディション「Let’s Rock! 2011」でファイナリスト5組に選ばれる。
2011年10月、HBCラジオにてレギュラー番組「ナカタマサシ的～出会いと旅と音楽と～」を担当する。
2013年、尾崎豊のトリビュートイベントにコーラスとして参加する。同年、「人生悔い無しツアー」を敢行する。
2014年12月、「つみきep」をリリース。
2015年、「全国つみき弾き醸し自走ツアー」を車で二ヶ月かけて走破する。同年、初となる台湾ライブツアーを行う。
2016年、「海と日本PROJECT in ガッチャンコ北海道」と「北海道クラシックカーラリー2016」のテーマソングを担当する。
その後も北海道を拠点に全国各地にてライブ活動とともにリリースを続けている。

## 作品

### アルバム
- 2010年
  - 6月16日　『海空』umizora
- 2017年
  - 7月29日　『僕らのテロワール』

### シングル
- 2004年
  - 3月24日　「SORATANE」
- 2006年
  - 9月30日　「FLAG」
- 2008年
  - 10月26日　「see you again」
- 2009年
  - 7月12日　「旅人の唄」
- 2018年
  - 「初雪」（楽曲付きポストカード）

### 旧作品
- 2004年
  - 3月24日　翼(tubasa)（再発売：2005年6月10日）
- 2005年
  - 5月15日　「トウモロコシ畑」
  - 8月10日　「ヒッチハイクデモ」
- 2006年
  - 7月28日　「TO BOSTON」【非売品】
- 2007年
  - 6月30日　「2006.12.02HAPPY BIRTHDAY LIVE」（再発売：2007年11月10日）
- 2009年
  - 3月28日　[Live]「君と同じ風に吹かれて2008」
  - 8月26日　コンピレーションアルバム「オトキタ09」
- 2010年
  - 1月24日　[Live]「旅人の足跡」

### 音楽配信
- 2009年
  - 1月24日　「Happy Birthday」
  - 9月2日　「全国配信記念ワンマンライブat京都・都雅都雅 2009.1.24」